# Cao Ningning
Cao Ningning (chinesisch 曹寧寧 / 曹宁宁, Pinyin Cáo Níngníng; * 20. November 1987 in Pizhou, Xuzhou, Provinz Jiangsu) ist ein chinesischer Para-Tischtennisspieler der Wettkampfklasse TT5. Er ist zweifacher Paralympiasieger, sechsfacher Asienmeister, einmaliger Weltmeister und gilt mit zahlreichen weiteren Titeln – unter anderem auch bei kleineren Turnieren – zu den besten Spielern seiner Klasse. In den Jahren 2012, 2014, 2016, 2017, 2018, 2019 sowie 2020 war er zeitweise die Nummer 1 der IPTTF-Weltrangliste.

## Werdegang
Cao Ningning erkrankt im Kleinkindalter an Poliomyelitis, wodurch er in der Wettkampfklasse 5 (früher 4) nationale und internationale Turniere bestreitet. Er begann im Alter von 12 Jahren mit dem Tischtennissport und wurde zunächst von Heng Xin gefördert. Zweimal qualifizierte sich Cao für die Paralympics, wo er einmal mit der Mannschaft und einmal im Einzel Gold holte. Bei Asienmeisterschaften sicherte sich der Chinese stets Gold mit dem Team (außer 2019) und im Einzel (außer 2017). Im Juli 2011 kam er erstmals unter die Top 10 der Weltrangliste seiner Klasse und erreichte im Januar 2012 durch gute Leistungen Platz 1. Im Oktober 2019 fiel er auf Platz 4 zurück, seine schlechteste Platzierung nach neun Jahren, gewann allerdings die Dutch Open und die China Open.

## Titel und Erfolge im Überblick

### Paralympische Spiele
- 2012 in London: Silber in der Einzelklasse 5, Gold mit der Mannschaft in Klasse 4–5
- 2016 in Rio de Janeiro: Gold in der Einzelklasse 5

### Asienmeisterschaften
- 2013 in Peking: Gold in der Einzelklasse 5, Gold mit der Mannschaft in Klasse 5
- 2015 in Amman: Gold in der Einzelklasse 5, Gold mit der Mannschaft in Klasse 5
- 2017 in Peking: Silber in der Einzelklasse 5, Gold mit der Mannschaft in Klasse 5
- 2019 in Taichung: Gold in der Einzelklasse 5, Silber mit der Mannschaft in Klasse 5

### Asienspiele
- 2010 in Guangzhou: Gold in der Einzelklasse 4, Gold mit der Mannschaft in Klasse 4–5
- 2014 in Incheon: Gold mit der Mannschaft in Klasse 5
- 2018 in Jakarta: Gold in der Einzelklasse 5, Silber mit der Mannschaft in Klasse 4–5

### Weltmeisterschaften
- 2014 in Peking: Gold mit der Mannschaft in Klasse 5
- 2018 in Lasko: Silber in der Einzelklasse 5

### Kleinere Turniere
- Dutch Open 2019: Gold in der Einzelklasse 5
- China Open 2019: Gold in der Einzelklasse 5, Silber mit der Mannschaft in Klasse 5

## Privat
Cao Ningning ist seit 2011 mit der südkoreanischen Para-Tischtennisspielerin Moon Sung-hye liiert. Das Paar heiratete 2013 und hat drei Kinder.